# 水処理

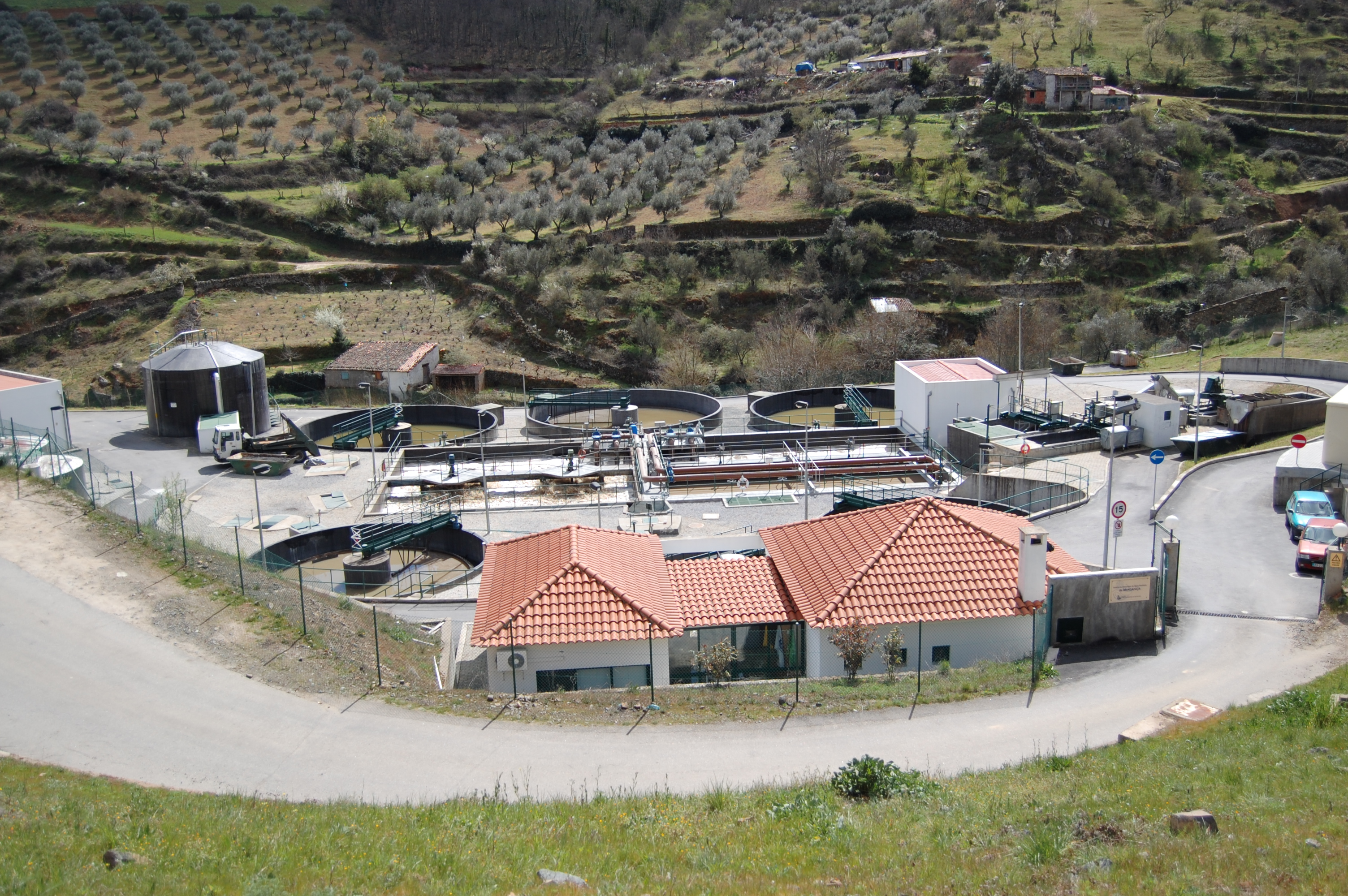
ポルトガル北東部の都市ブラガンサにある水処理所

水処理（みずしょり、英語：water treatment）とは、水を使用目的にあわせた水質にするための、または、周辺環境に影響を与えないよう排出するための各種の処理。

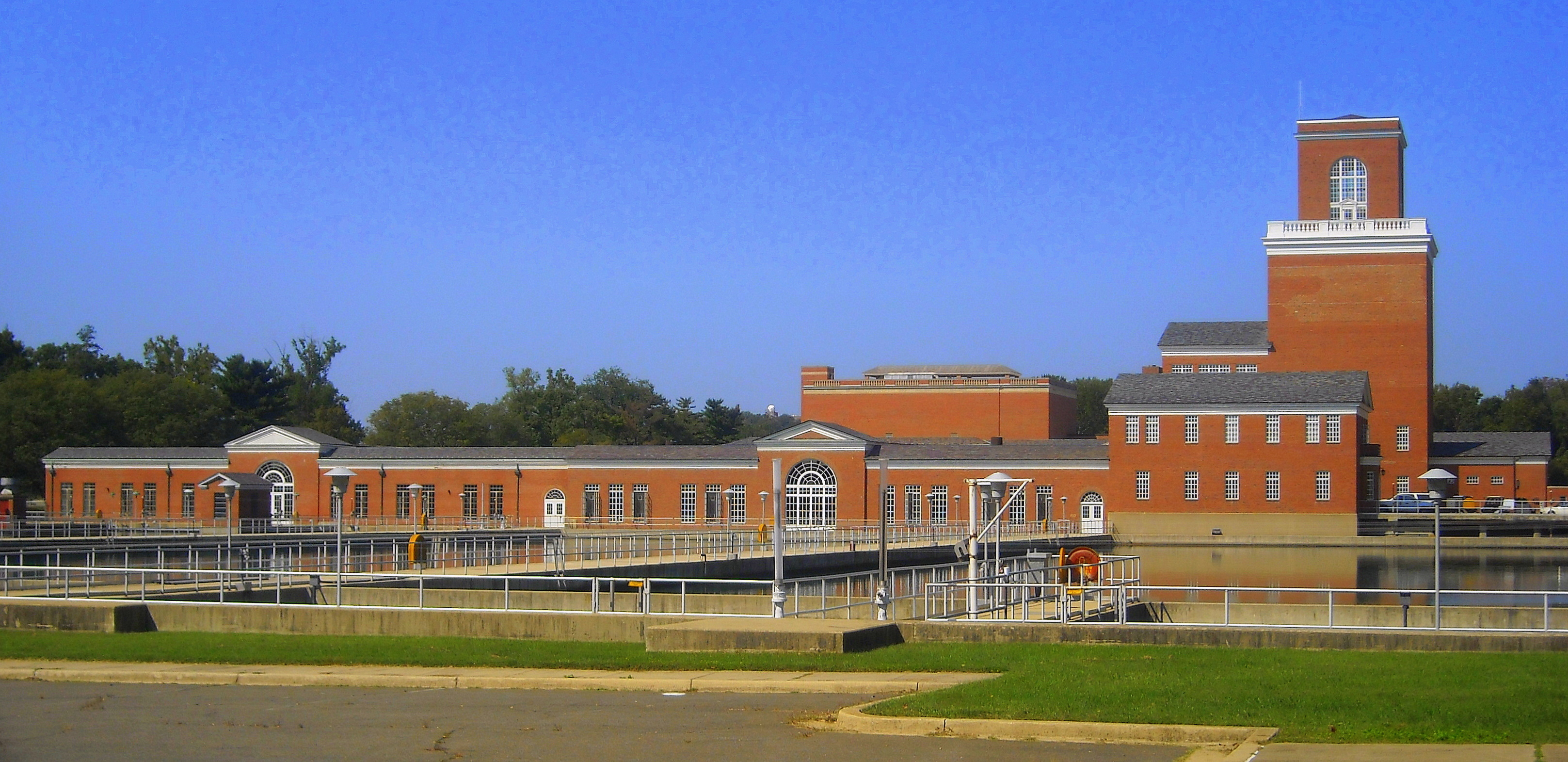
Dalecarlia浄水場、ワシントンDC

特定の最終用途に対して水の許容度を高めるために水質を改善するプロセス。最終用途は飲用、工業用水供給 灌漑、河川流の維持、水の娯楽または安全に環境に戻されることを含む他の多くの用途で汚染物質および望ましくない成分を除去する、または濃度を下げて水がその所望の最終用途に適するようにすること。 

## 概説
地球上の水の総量は約14億km3で、海水が97.5%、淡水は2.5%である。継続的に利用できる淡水の水量はさらに少なく約10万km3に過ぎず、淡水は地域的にも偏って存在している。水不足への対策としては、需要面では節水（及び節水技術）があるが、供給面では下排水の再利用や海水の淡水化などの水処理技術が挙げられる。
水処理技術は次のような用途に用いられる。
- 海水の淡水化 ：海水から塩分を除去し、淡水（真水）を得る。
- 食品製造 ：微生物や有毒物質に汚染されていない水を得る。
- 半導体素子製造 ：洗浄用に不純物のほとんどない超純水が必要である。
- ボイラー給水 ：スケールによる熱交換効率の低下や腐食を防ぐため、イオン交換・薬品添加が行われる。
- 冷却塔 ：スライムによる熱交換効率の低下やレジオネラ菌による感染症を防ぐため、薬剤添加が行われる。

## 水処理の方法
水処理の方法は、物理化学的処理（汚濁物質の大きさ・比重・化学的特性で分離）と生物的処理（微生物の吸収・分解作用を利用）に大別される。水処理施設では各種の技術を組合せた処理プロセスが構築されている。
- 物理化学的処理
  - 沈殿分離
  - 浮上分離
  - 濾過
    - 砂濾過
      - 急速濾過
      - 緩速濾過

  - 脱水濾過
  - 膜分離 : 膜によりより細かな物質を除去する。
    - 逆浸透膜
    - 限外濾過膜
    - 精密濾過膜

  - イオン交換 
    - 陰イオン交換樹脂
    - 陽イオン交換樹脂
    - キレート樹脂

  - 物理吸着
    - 活性炭

  - ストリッピング ：揮発性有害物質を気体を吹き込むことにより気体側に分離する。
  - 酸化・消毒
    - 塩素
    - オゾン ：オゾンを吹き込み有機物を分解する。

  - 光線
    - 紫外線照射
    - 太陽水殺菌

  - 電気透析・電気分解
- 生物化学的処理
  - 活性汚泥法
    - 生物膜濾過

  - 嫌気処理法

## 処理後の分析技術
適切な水質に処理されているか確認するため、各種分析が必要である。
- 流量
- 温度
- 濁度
- 浮遊物質

イオン濃度
- 水素イオン
- 塩化物イオン
- 導電率
- 硬度
- 一時硬度
- 永久硬度

有機物
- 化学的酸素要求量
- 生物化学的酸素要求量

有害有機化合物
- 低分子有機塩素化合物
- テトラクロロエチレン、トリクロロエチレン、ジクロロエチレン、
- 有機リン化合物
- ダイオキシン類、ポリ塩化ビフェニル

重金属類
- カドミウム、鉛、6価クロム、水銀、セレン
- シアン化合物、ヒ素

## 主な水処理技術メーカー
- 旭化成 ：上水道や下水処理などに使われる水処理膜分野で、世界シェアの約20%、アメリカ合衆国におけるシェアの約50%を占める（2012年時点）[2]。
- 三菱レイヨン ：上水道や下水処理などに使われる水処理膜分野で、中国など海外へ進出・拡大（2012年時点）[2]。
- クボタ ：上水道や下水処理などに使われる水処理膜分野で、中国など海外へ進出・拡大（2012年時点）[2]。
- 東レ ：海水淡水化に使う水処理膜分野で、世界に高いシェアを誇る（2012年時点）[2]。
- 日東電工 ：海水淡水化に使う水処理膜分野で、世界に高いシェアを誇る（2012年時点）[2]。
- アクアス、日立造船、荏原製作所、オルガノ、壽化工機、栗田工業、ササクラ、三機工業、タクマ、中外炉工業、月島機械、TFC、トーケミ、西原環境テクノロジー、日鉄住金環境、日本原料、前澤工業、メタウォーター、リンカイ、野村マイクロ・サイエンス、セイスイ工業
- サムスングループ ：2012年9月13日、水処理膜分野への参入を発表[2]。

## 歴史
初期の水処理方法には現在も利用される砂濾過および塩素化があり、ジョン・ギブというスコットランドのペイズリーにある漂白剤製造者が実験用のフィルターを設置していたが、不要な余剰分を公衆に売ったというのが給水を浄化する砂フィルター最初の使用記録で、1804年まで遡る。 この方法はその後20年間で洗練され、1829年にロンドンのチェルシー・ウォーターワークス・カンパニーによって設置された、世界最初に処理された公共用水供給で頂点に達した。  

### 日本
日本では、古来から酸性度が高く有害な金属が含まれる毒水が確認された。そのような毒水が流れる火山性の山から流れる川は、酸川、酢川、須川、渋や赤などの関連する名が付けられた。これらの川に環境工学的手法として水質改善が行われた。玉川温泉では、1800年代半ばに最初の水質改善の取り組みが行われたが、当初の計画では効果は確認できなかったが、その後も継続して数々の水質改善方法が試され、今日では多くの酸性河川で石灰を用いた河川中和が行われている。草津温泉では1960年代に石灰による中和が行われるようになった。

## 飲料水製造のための処理
飲料水製造のための処理は、健康への悪影響の短期的または長期的リスクなしに、人間の消費に十分に純粋な水を製造するために原水から汚染物質を除去することを含む。飲料水処理の過程で除去される物質には浮遊固形物、バクテリア、藻類、ウイルス、真菌そして鉄やマンガンなどのミネラルが含まれる。 
汚染物質の除去に関与するプロセスには沈降や濾過などの物理的プロセスや消毒や凝固などの化学的プロセスおよび低速砂濾過などの生物学的プロセスが含まれる。 
水質を確保するために取られる対策は水の処理だけでなく、処理後の水の運搬と分配にも関連し、それ故流通中に細菌学的汚染を殺すために処理済みの水中に残留消毒剤を保持することが一般的なやり方である。 
世界保健機関（WHO）のガイドラインは、より良い地域標準が適用されていない場合に適用することを目的とした一般的基準で、より厳しい基準はヨーロッパ、アメリカそして他のほとんどの先進国に適用されている。飲料水の品質要件について世界中で続いている。 
水道水または他の用途のために家庭用資産に供給される水は、使用前に多くの場合インライン処理プロセスを使用してさらに処理することができ、そのような処理は軟水化またはイオン交換を含み得る。多くの専有システムはまた、残留消毒剤および重金属イオンを除去すると主張。

### プロセス

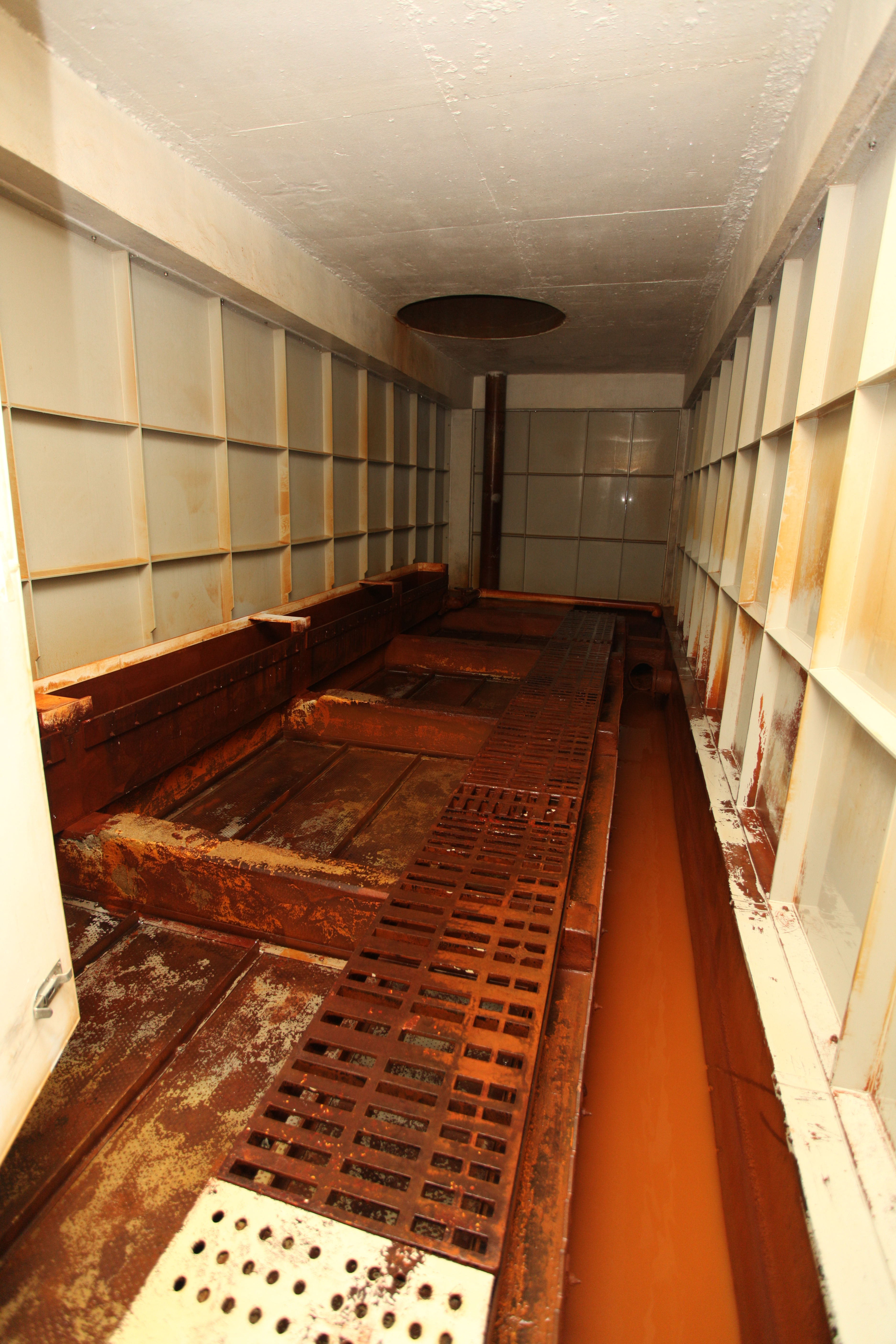
鉄の沈殿のための空の曝気槽

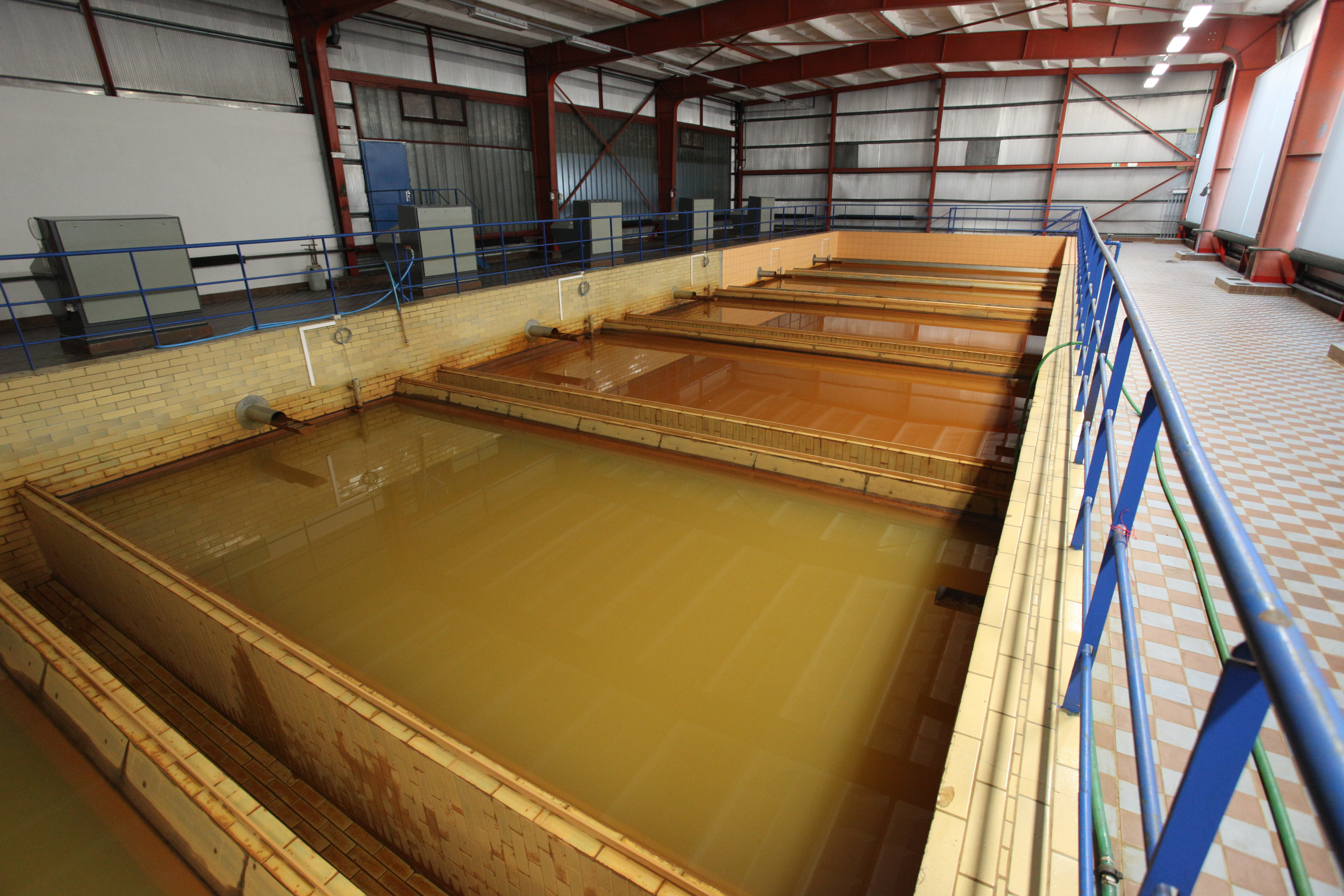
沈殿鉄を除去するための砂フィルター付きタンク（この時は動作していない）

以下のプロセスから選択された組み合わせが、世界中の都市飲料水処理に使用されている。 
- 藻類防除のための予備塩素化と生物学的成長の阻止
- 少量の比較的マンガンが存在する場合の溶存鉄の除去のための予備塩素化と一緒の曝気
- 凝集またはスローサンド濾過のための凝固
- 高分子電解質としても知られている凝固助剤 - 凝固を改善しそしてより強固なフロックを形成するため
- フロックに捕捉された浮遊固形物の除去である固形物分離のための沈殿
- 洗浄して再使用することができる砂床を通過させることによって、または洗浄可能であり得る専用設計のフィルターを通過させることによって水から粒子を除去するための濾過
- 細菌ウイルスや他の病原体を殺すための消毒

飲料水やその他の用途のための技術は十分に開発されており、一般的な設計が利用可能であり、そこから特定の水源水での予備試験のための処理プロセスを選択することができる。さらに多くの民間企業が特定の汚染物質の処理のために特許取得済みの技術的ソリューションを提供。水の自動化と排水処理は先進国では一般的で季節、規模、環境への影響による水源の水質は、資本コストと運用コストを左右する。処理された水の最終使用は必要な品質監視技術を決定し、そして現地で利用可能な技術は一般に採用される自動化のレベルを決定する。 
| 構成要素         | ユニットプロセス          |
| 濁度と粒子       | 凝固/凝集、沈降、粒状濾過 |
| 主要な溶解無機物 | 軟化、曝気、メンブレン    |
| 少量の溶解無機物 | メンブレン                |
| 病原体           | 沈殿、濾過、消毒          |
| 主な溶解有機物   | 膜、吸着                  |

## 廃水処理
廃水処理は、廃水または下水から大部分の汚染物質を除去し、自然環境への処理に適した廃水とスラッジ両方を生成するプロセスで、生物学的プロセスを廃水の処理に使用することができ、これらのプロセスは例えば曝気ラグーン、活性汚泥またはスローサンドフィルターを含み、効果的であるためには下水は適切なパイプとインフラによって処理場に運ばれなければならず、プロセス自体は規制と管理の対象でなければならない。一部の廃水では異なる特殊な処理方法が必要になる場合があり、最も単純なレベルでは下水および大部分の廃水の処理は通常沈降によって液体から固体を分離することによって行われ、溶解した物質を次第に固形物、通常は生物学的フロックに変換し、次いでこれを沈降させることにより、純度が増加する流出流が生成される。  
排水処理と飲料水処理の両方を組み合わせた注目すべき例はシンガポールのNEWaterである。NEWaterはシンガポールで実践されている技術で、排水を飲料水に変換。より具体的には従来の水処理プロセスに加えて二重膜（ 精密濾過および逆浸透による）および紫外線技術を使用して精製された処理済み廃水（下水）である。水は飲用に適しており、人間によって消費されるが、高純度の水を必要とする産業で主に使用され、植物での総容量は約75,700 m 3 /日、このうち約6％は間接的な飲用にされており、シンガポールの飲用水所要量の14 m 3 / sの約1％に相当。残りはウェハ製造工場や他の非飲料の産業への応用ウッドランズ、タンピネス、パシルリスおよびアンモキオ で活用されている。 

### 工業用水および廃水処理
工業用水処理の2つの主なプロセスはボイラー水処理と冷却水処理で大量の適切な水処理は、配管およびボイラーハウジング内で固形物とバクテリアの反応を引き起こす可能性があり、未処理のままにしておくと蒸気ボイラーはスケールや腐食の影響を受ける可能性がある。スケール付着物は弱くて危険な機械をもたらす可能性があるが、熱抵抗の上昇のために同じレベルの水を加熱するために追加の燃料が必要とされる。低品質の汚れた水はレジオネラ属菌などのバクテリアの繁殖地となり、公衆衛生に危険をもたらします。 
適切な処理を行えば、かなりの割合の産業用敷地内廃水が再利用可能になるかもしれなく、これは3つの方法でお金を節約することができます：より少ない水の消費のためのより低い料金、排出されるより少ない量の廃水のためのより低い料金およびリサイクルされた廃水の熱の回収によるより低いエネルギーコスト、である。
低圧ボイラーの腐食は溶存酸素、酸性度および過度のアルカリ度によって引き起こされる可能性があり、したがって水処理は溶存酸素を除去し、ボイラー水を適切なpHとアルカリ度レベルに維持する必要がある。効果的な水処理がないと冷却水系はスケールの形成、腐食および付着物の影響を受ける可能性があり、有害な細菌の繁殖地となる可能性がある。これは効率を低下させ、プラントの寿命を縮めそして操作を信頼できずそして危険に晒す。

### 汚濁物質の種類
一般に汚濁物質は、(1)浮遊物質、(2)コロイド物質、(3)溶存物質の三つの形態に分けられる。これらは厳密には分けにくいが、その大きさから分類すると、浮遊物質は1～100μm前後、コロイドは1nm～1μm程度、溶存物質はコロイドよりもっと微細なものとなる。水処理では、汚濁物質の大きさの違いが処理の難易度に大きく影響する。一般にサイズの大きい浮遊物質が最も処理しやすく、小さいコロイドや溶解物質は処理に手間がかかる。

## 水洗
水の清掃は、水泳、シュノーケリング、スキューバダイビング、釣りなどあらゆるレクリエーション目的のための水の透明度を目的水域まで清掃することである。    

## 淡水化
塩水を処理して新鮮な水を得ることができるが２つの主な方法、すなわち逆浸透または蒸留がありどちらの方法も地表水の水処理よりも多くのエネルギーを必要とし、通常は沿岸地域や地下水などの水の塩分濃度が高い場所でのみ活用されている。

## 携帯用浄水
飲料水の供給源から離れて暮らすには、携帯型の水処理プロセスが必要になるがこれらはハイカーの水筒に消毒剤の錠剤を単純に添加することから、ボートや飛行機で被災地まで運ばれる複雑な多段階プロセスまで、複雑さが異なるものがある。 

## 超純水製造
シリコンウェーハの製造、宇宙技術および多くの高品質冶金プロセスなどのいくつかの産業では超純水が必要で、そのような水の製造は典型的には多くの段階を含み、そして逆浸透、イオン交換および固体錫装置を用いるいくつかの蒸留段階を経ている。

## 開発途上国
水処理における適正技術の選択肢にはコミュニティ規模と家庭規模の両方のPOU（ Point of Use）の使用、または自給自足設計が含まれるがそのような設計は太陽水消毒酸化の存在を介して間接的に主に太陽スペクトルのUV成分により、直接有害な水性微生物を不活性化するために太陽照射を用いる方法または触媒、典型的にサポートされているTiO 2をその中にアナターゼ型又はルチルフェーズが可能。水処理進歩にもかかわらず、太陽水殺菌 (Solar water disinfection、SODIS)の技術などの軍事余剰水処理ユニットERDLatorはまだ頻繁に発展途上国で活用されている。新しいミリタリースタイルの逆浸透浄水ユニット（ROWPU）は持ち運び可能で、自己完結型の逆浸透膜浄水は公共で活用できるようになっている。 
水系疾患の減少を持続させるために研究開発グループが途上国で開始する水処理プログラムはそれらの国の市民によって持続可能でなければならない。これは、多くの場所が離れているために監視が困難であるためで、こうして研究チームの退任後にも効率的プログラムが確実に実施されることが可能となる。

## エネルギー消費
水処理プラントは、エネルギーを大量に消費する可能性があり、カリフォルニアでは州の電力消費量の4％以上が中程度の品質の水を長距離輸送し、その水を処理し下水を高水準で処理することに使われているが消費地点まで重力で流れる高品質の水源があり、重力システムを使用して下水の流れと処理を行うことができる場所では、コストははるかに低くなる。  
エネルギー要件の多くはポンピングにあり、ポンピングの必要性を回避する方法は、全体的に低いエネルギー需要を有する傾向がある細流化フィルタ、スローサンドフィルタ、重力水路など、エネルギー要件が非常に低い水処理技術の導入である。 

## 米国政府による規制

### 飲水用
安全な飲料水法では、 米国環境保護庁 （EPA）が公共水道システム（人間が消費するための水を少なくとも25人に年間60日間給水する事業体）の飲料水品質基準を設定することが義務付けられている。規格の施行は、主に州の保健機関によって行われており州は、連邦基準よりも厳しい基準を設定することがある。 
EPAは、微生物、消毒剤、消毒副生成物、無機化学物質、有機化学物質、放射性核種の6つのグループに分類された90を超える汚染物質の基準を設定している。
EPAはまた、規制を必要とする可能性のある規制されていない汚染物質を識別してリストしているが、汚染候補リストは5年ごとに公表されており、EPAは少なくとも5つ以上のリストされた汚染を規制するかどうかを決定することを要求されている。
地元の飲料水事業者は、飲料水州再生基金を通じて、施設の改善を行うために低金利の融資を申請することができる。

### 廃水
EPAと州の環境機関は、 浄水法の下で排水基準を設定している。点光源は、国立汚染物質排出除去システム（NPDES）を介して表面排水許可を得なければならず、ポイント源には産業施設、自治体（ 下水処理場および雨水管システム）、軍事基地などの他の政府施設および動物飼育場などの農業施設が含まれている。
EPAは、基本的な国内排水基準を設定している。 
- 「二次処理規則」は、市の下水処理場に適用される[31]
- 排水ガイドラインは、産業施設のカテゴリに対する規制[32]

これらの基準は許可に組み込まれており、許可にはケースバイケースで開発された追加の治療要件が含まれる場合がある。NPDES許可は5年ごとに更新する必要がある。EPAは46の州機関にNPDES許可の発行と執行を許可し、EPA地域事務所はその国の他の地域に対する許可を発行。
地下水への排水は、安全な飲料水法の下で地下注入管理プログラムによって規制されている。
下水処理施設の改善のための財政的援助は、低利融資プログラムであるClean Water State Revolving Fundを通じて州および地方自治体も利用可能である。 